# Tiệc cưới ở Cana

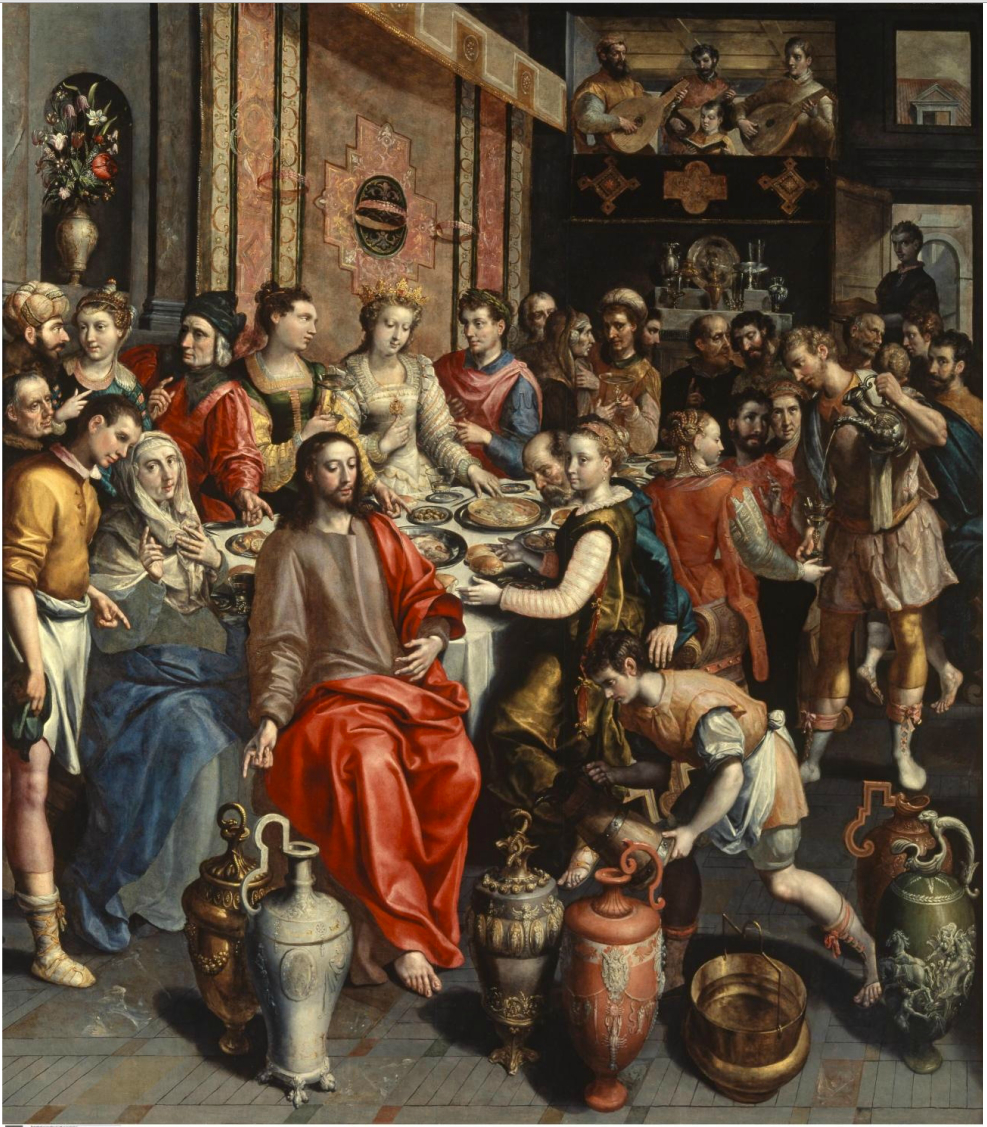
Bức họa Tiệc cưới ở Cana của Maerten de Vos, khoảng 1596

Theo đức tin Kitô giáo, câu chuyện Tiệc cưới ở Cana được tường thuật lại trong Phúc Âm Gioan là phép lạ đầu tiên mà Chúa Giêsu thực hiện. Trong câu chuyện này, Chúa Giêsu và các môn đệ của ông được mời đến dự một tiệc cưới và khi rượu đã hết trước sự bối rối của chủ tiệc thì ông đã làm phép biến những chum nước lã thành rượu mới.
Địa danh Cana chính xác nằm ở vị trí nào trong Galilea vẫn luôn là đề tài tranh luận giữa các học giả Kinh Thánh và các nhà khảo cổ học.

## Câu chuyện trong Tân Ước
Đoạn Phúc Âm Gioan 2:1-11 viết rằng: trong khi Chúa Giêsu tham dự một đám cưới tại Cana với các môn đệ thì họ hết rượu. Mẹ của Chúa Giêsu (đoạn này không nêu rõ tên bà) đã nói với Chúa Giêsu rằng: "Họ hết rượu rồi". Ông trả lời: "Thưa bà, chuyện đó can gì đến bà và tôi? Giờ của tôi chưa đến". Mẹ Người nói với gia nhân: "Người bảo gì, các anh cứ việc làm theo". (Gioan 2:3-5). Chúa Giêsu bảo các gia nhân đổ nước lã vào các chum đá (loại dùng cho việc Thanh Tẩy theo tập tục của người Do Thái). Sau đó, ông sai họ múc ra đem đến cho người quản tiệc. Sau khi nếm, vì không biết rượu này từ đâu ra, người quản tiệc mới nói với chú rể rằng: "Ai ai cũng thết rượu ngon trước, và khi khách đã ngà ngà mới đãi rượu xoàng hơn. Còn anh, anh lại giữ rượu ngon mãi cho đến bây giờ" (Ga 2:6-10).
Phúc Âm Gioan kết thúc câu chuyện bằng câu: Đức Giêsu đã làm dấu lạ đầu tiên này tại Cana miền Galilê và bày tỏ vinh quang của Người.

## Trong nghệ thuật
Những miêu tả về Tiệc cưới tại Cana có rất nhiều trong lịch sử nghệ thuật.

Marriage at Cana in art
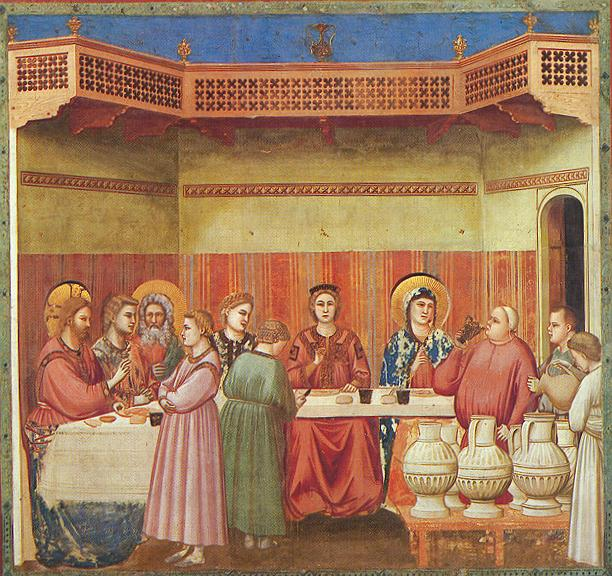
Bức họa Tiệc cưới ở Cana của Giotto di Bondone, thế kỷ thứ 14
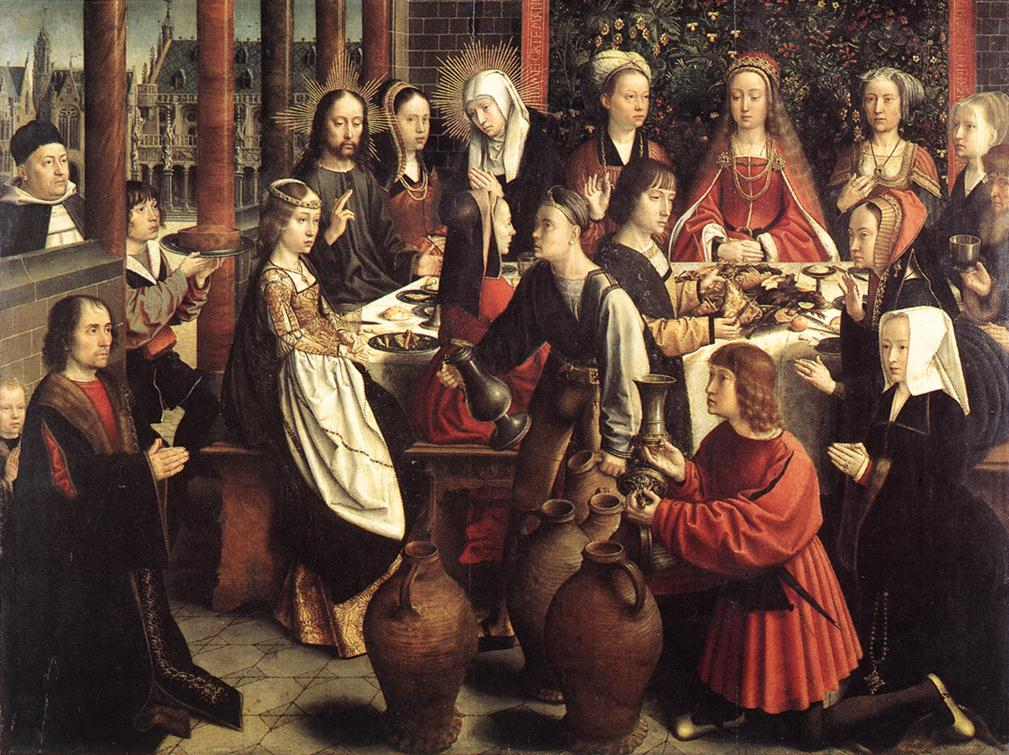
Marriage at Cana, khoảng 1500, Gerard David, Musée du Louvre, Paris
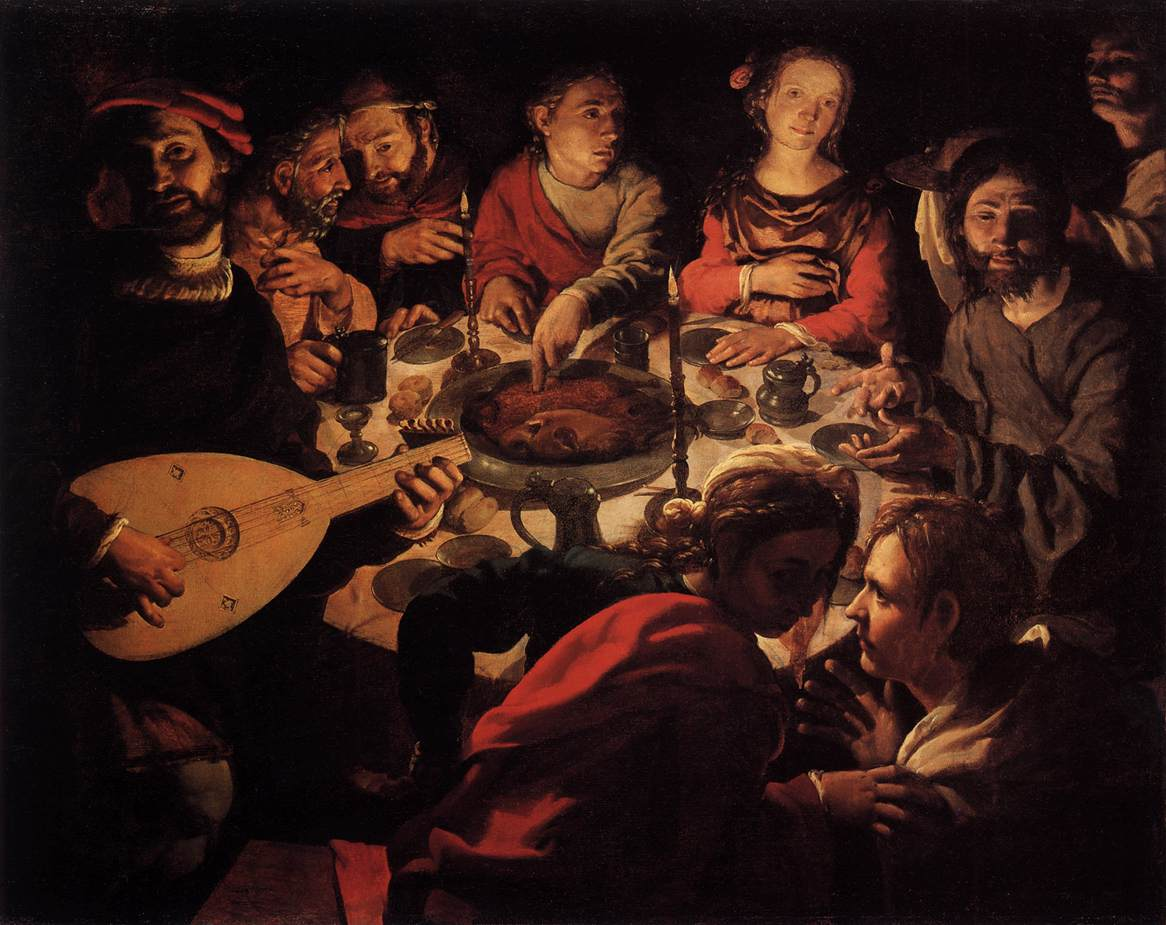
Lời kêu gọi của Sứ đồ Giăng trong tiệc cưới tại Cana, khoảng 1530, Jan Cornelisz Vermeyen
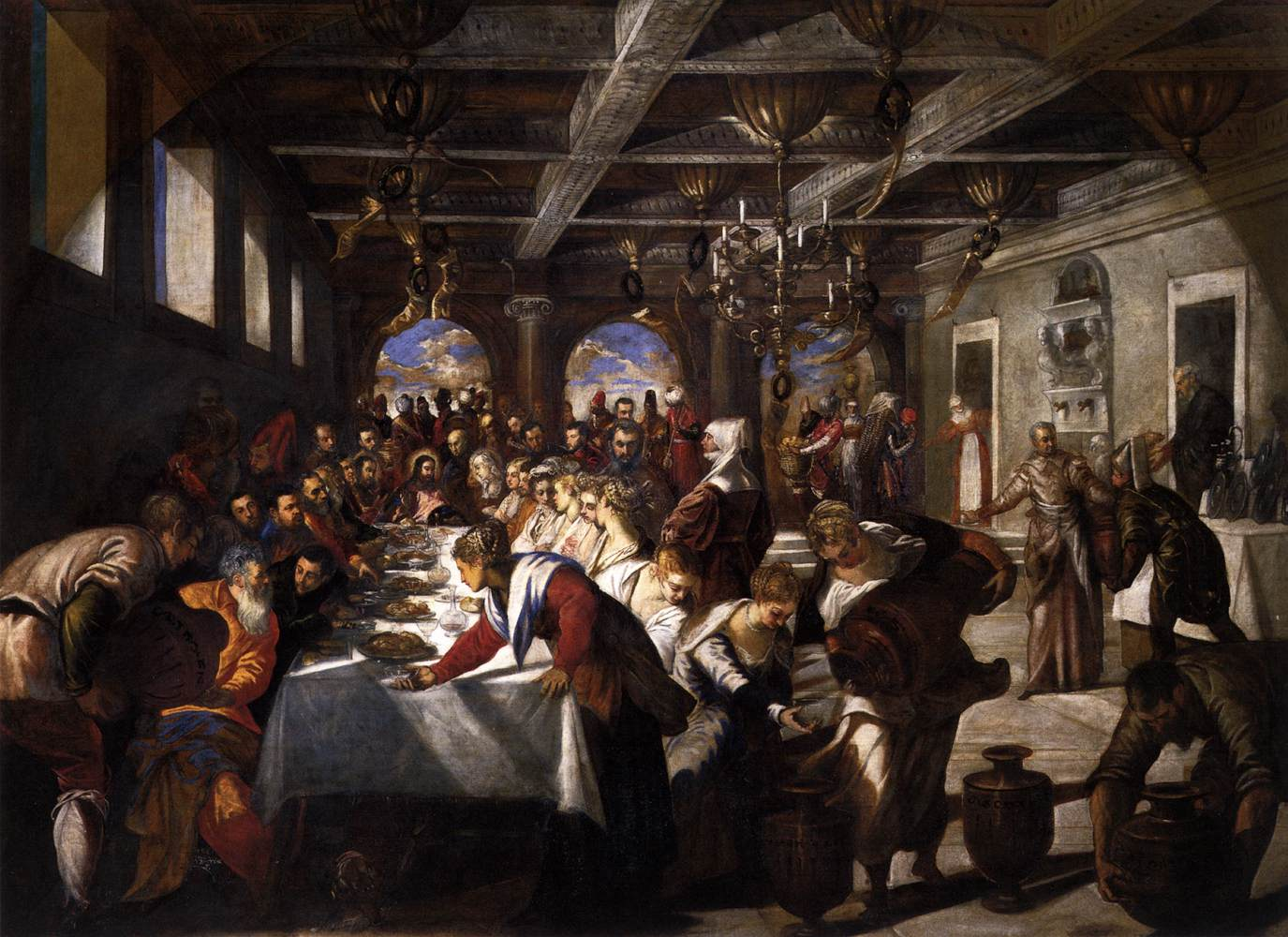
Marriage at Cana, 1561, Jacopo Tintoretto
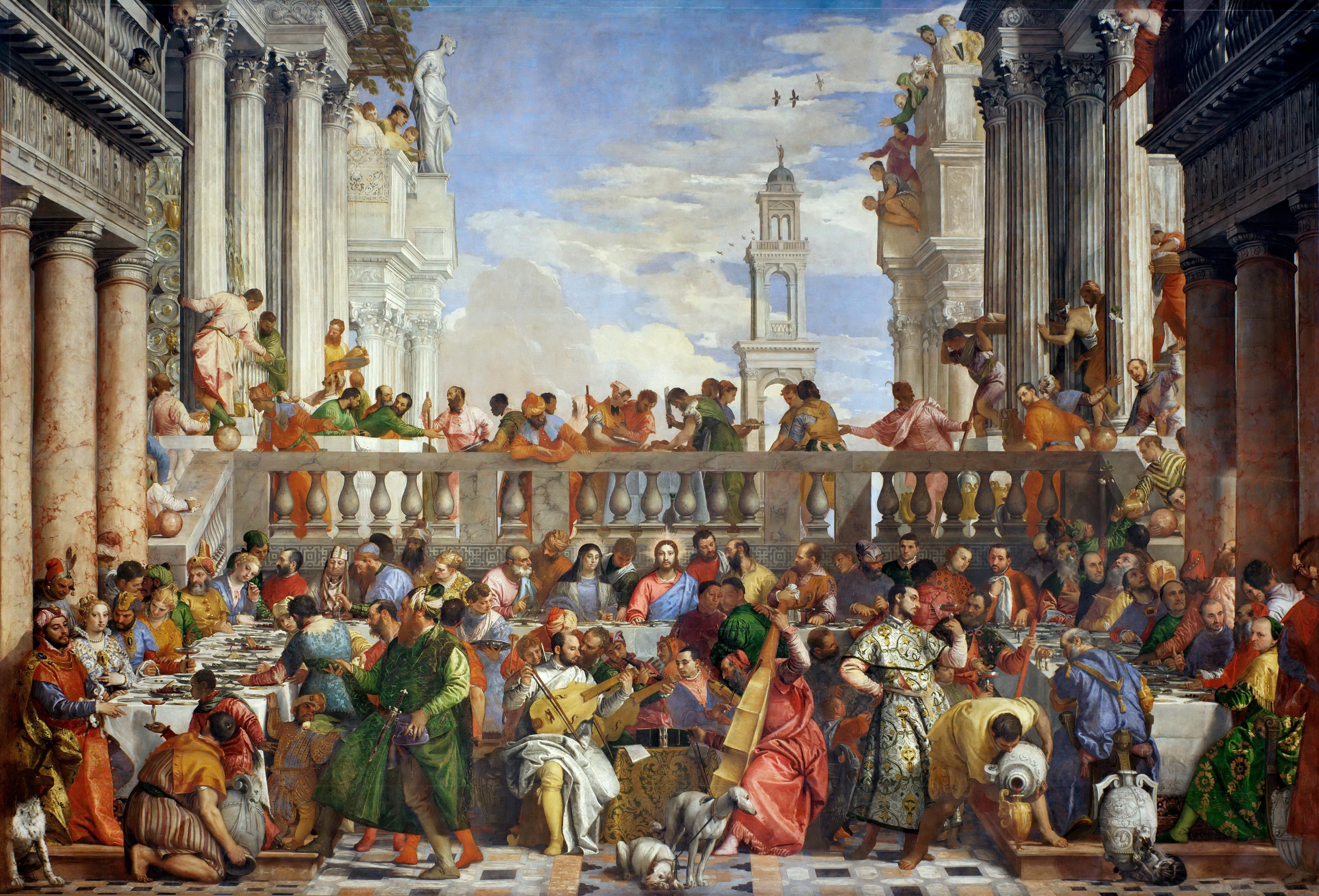
The Wedding Feast at Cana, 1563, Paolo Veronese, Musée du Louvre, Paris
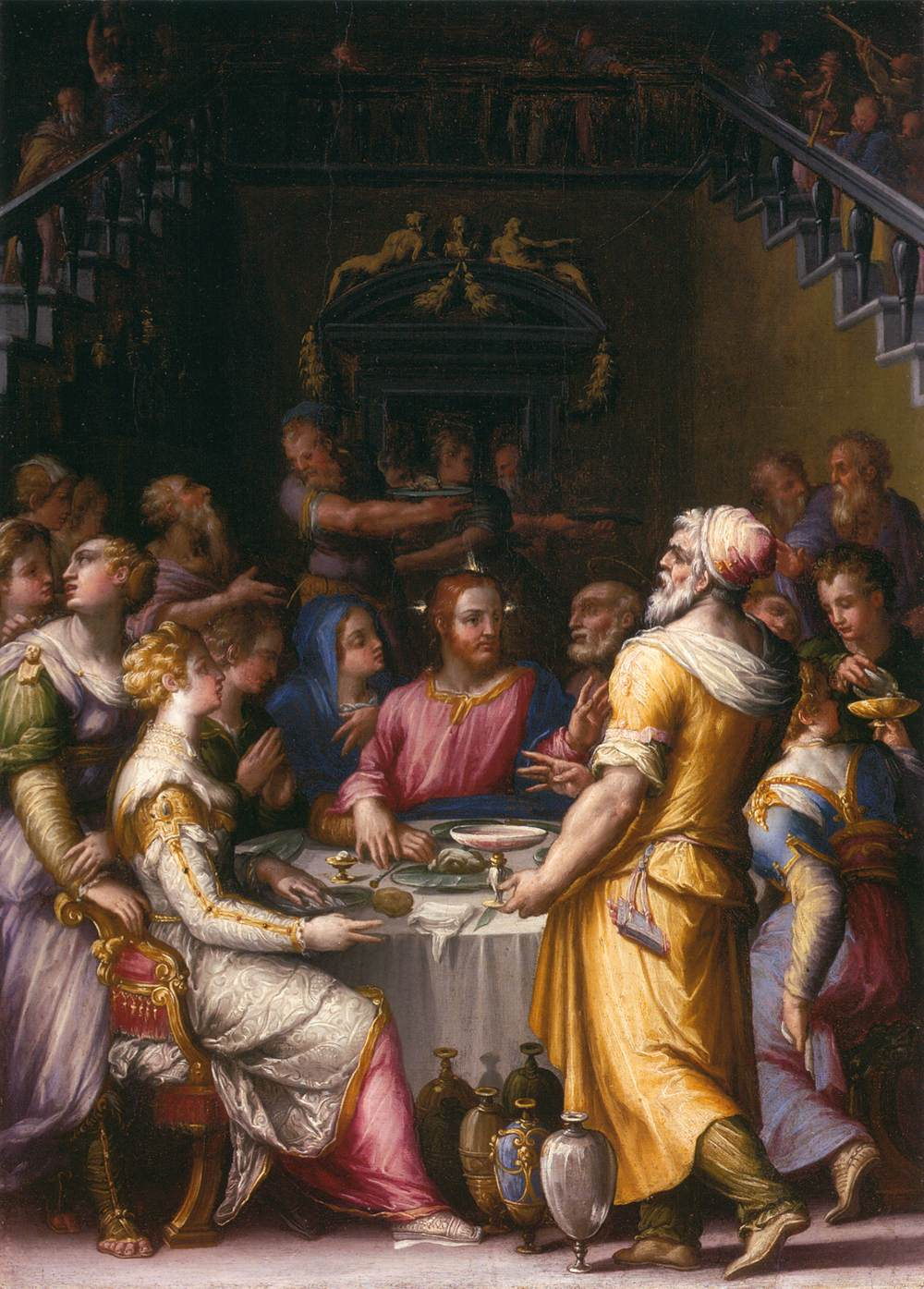
Marriage at Cana, 1566, Giorgio Vasari